# Marija Bakałowa
Marija Bakałowa (bułg. Мария Бакалова, ang. Maria Bakalova; ur. 4 czerwca 1996 w Burgasie) – bułgarska aktorka filmowa i telewizyjna. Nominowana do Oscara dla najlepszej aktorki drugoplanowej za rolę Tutar Sagdijew w Kolejnym filmie o Boracie (2020).

## Filmografia
| Rok  | Tytuł                                    | Rola           | Uwagi   |
| ---- | ---------------------------------------- | -------------- | ------- |
| 2017 | XIIa                                     | Milena         |         |
| 2018 | Angels                                   | Angela         |         |
| 2018 | Transgression                            | Yana           |         |
| 2019 | Due to Unforeseen Circumstances          | Girl in Taxi   |         |
| 2019 | Dream_Girl                               | Dream_Girl     |         |
| 2019 | Ojciec                                   | Valentina      |         |
| 2020 | Last Call                                | Alexandra      |         |
| 2020 | Kolejny film o Boracie                   | Tutar Sagdijew |         |
| 2021 | Kobiety płaczą (Women Do Cry)            | Sonja          |         |
| 2022 | Bodies Bodies Bodies                     | Bee            |         |
| 2022 | Bańka (The Bubble)                       | Anika          |         |
| 2022 | Strażnicy Galaktyki: Coraz bliżej święta | Cosmo (głos)   | film TV |
| 2022 | Podróż poślubna                          | Sarah          |         |
| 2023 | Fairyland                                | Paulette       |         |
| 2023 | Strażnicy Galaktyki vol. 3               | Cosmo (głos)   |         |